# コリーネ・ロッツヘーファ
コリーネ・ロッツヘーファ(Corine Spier-Rottschäfer, 1938年5月8日 - 2020年9月24日）は、オランダのモデル。1959年、ミス・ワールド優勝(オランダ代表として初)。
2012年、プエルト・リコを代表してミス・ユニバースに出場したBodine Koehlerは、姪である。

## 経歴
1938年5月8日、北ホラント州ホールンに生まれる。
1957年、Miss Holland 1957に選ばれる。数週間後（6月26日）、Miss Europeに選ばれる（オランダ代表として初）。このとき、イングランド代表として出場したSonia Hamiltonは、ミス・ユニバース1957で3位入賞。また、フィンランド代表のマリタ・リンダールは1957年11月、ミス・ワールド1957に選ばれる。Miss Europeとしての任務を果たすため、コリーネ自身はミス・ユニバース1957に参加できなかった。ミス・ユニバースのプログラムブックにはオランダ代表として彼女の名がある。
1958年7月26日、カリフォルニア州ロングビーチで開催されたミス・ユニバースに出場、Top15に残り、ミス・フォトジェニックを受賞。一説に、ミス・ユニバースのプログラムブックに2回掲載された唯一の人物。
1959年、ミス・ワールド1959に出場するのだが、11月10日、彼女は他の候補者より遅れてロンドンに到着した。Miss Holland組織委員会としては、Miss Holland 1959のPeggy Erwichを代表に送り込むつもりでいたが、ギリギリになってペギーにドイツでの大きな仕事（モデル）が入り、彼女にお鉢が回ってきた。決勝開始数時間前、彼女のドレスに穴が開いているのが見つかった。イスラエル代表のジヴァ・ショムラートがドレスを貸してくれたため事なきを得た。ちなみに、ジヴァは3位入賞。優勝決定の後、アメリカ代表Loretta Powellが彼女のスリーサイズ（37-22-37インチ）はパッドで「盛った」ものだと不正を訴えたが、再計測の結果、不正はなかった。ロレッタはまた、審査員の一人がコリーネの婚約者であるとも主張した。
ミス・ワールドの優勝賞金として4000ギルダー獲得。自動車と、ロイヤル・ダッチ・シェルから提供されたガソリン引換券もあったが、ロンドンからアムステルダムまで輸送できない、と、これらを売却。さらに6000ギルダーを得る。

### その後
1960年代前半、国際的なモデルとして成功。1960年代後半、アムステルダムにCorine's Agencyを設立。これはベネルックス初のプロモデルのエージェンシーで、世界的にも優れたエージェンシーとされる。2002年、モデル業界より引退。
2020年9月24日朝、死去。享年82。

## 私生活
1962年、元ジャーナリストで建築家のEdo_Spierと結婚。二人の子を儲ける。